# 木村綠子
木村綠子（1961年10月15日—），本名牧野綠子，舊姓木村，是日本女演員，出身自兵庫縣。她就讀同志社女子大學時已開始演藝活動，畢業後加入劇團「M.O.P.」，在該劇團在2010年解散前，一直是該劇團的招牌女演員。2013年參演NHK晨間劇《多謝款待》大阪篇，一舉打開知名度。丈夫是牧野望。

## 外部連結
- 經紀公司個人資料頁（日語）